# Cicle del carboni

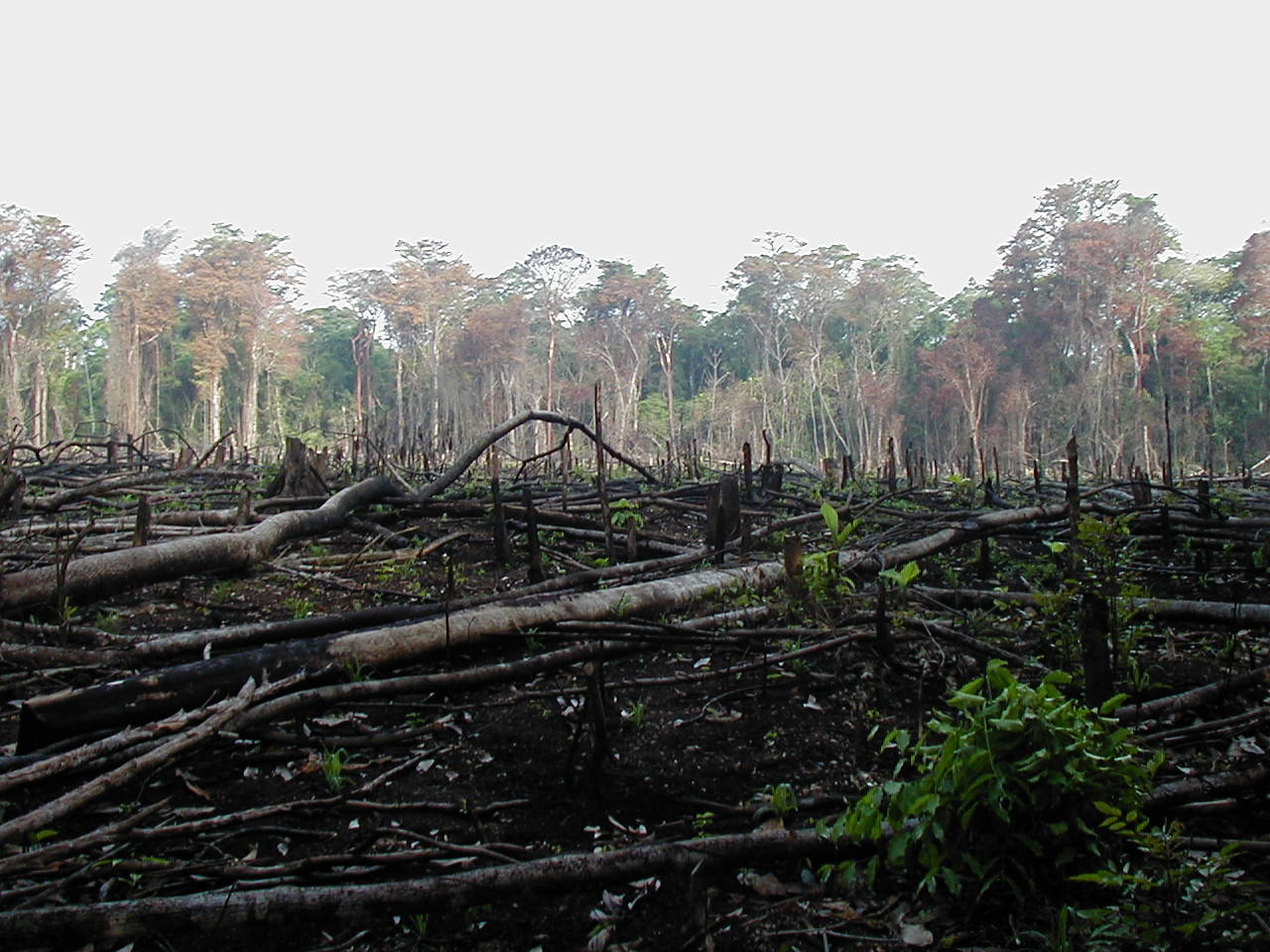
La desforestació modifica el cicle natural del carboni.

El cicle del carboni és un cicle biogeoquímic en el qual intervenen els bescanvis de l'element carboni referits a qualsevol planeta. En el cas de la Terra aquest cicle és particularment complex pel fet d'haver diversos intercanvis entre els oceans, les roques, la matèria viva i l'Atmosfera. Hi ha quatre reservoris coneguts de carboni: la hidrosfera, la litosfera, la biosfera i l'Atmosfera terrestre.
Els intercanvis de carboni s'expressen com milers de milions de tones, gigatones o també com Gt/any; les tres expressions signifiquen la mateixa quantitat.

## Esquemes

Diagrama del cicle del carboni. Els números negres indiquen quant de carboni està emmagatzemat en diversos reservoris, en milers de milions de tones (GtC significa "gigatones de carbó"; les quantitats daten d'aproximadament el 2004). Els números liles indiquen quant de carboni canvia de reservori d'un any a l'altre. Els sediments, tal com estan definits en aquest diagrama, no inclouen els ~70 milions de GtC de roca carbonada i querogen.

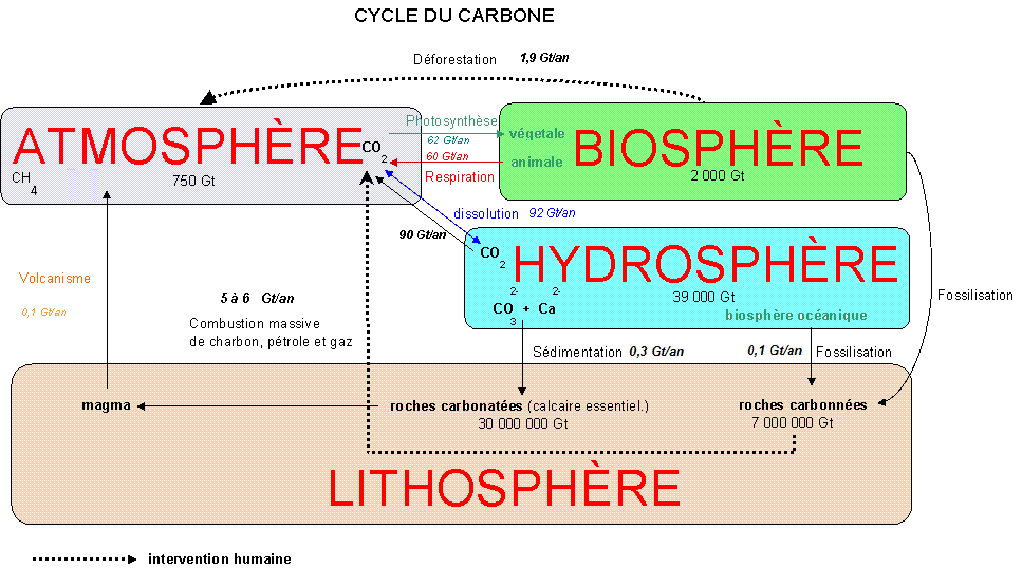
Esquema del cicle del carboni

## El gran interès del cicle del carboni

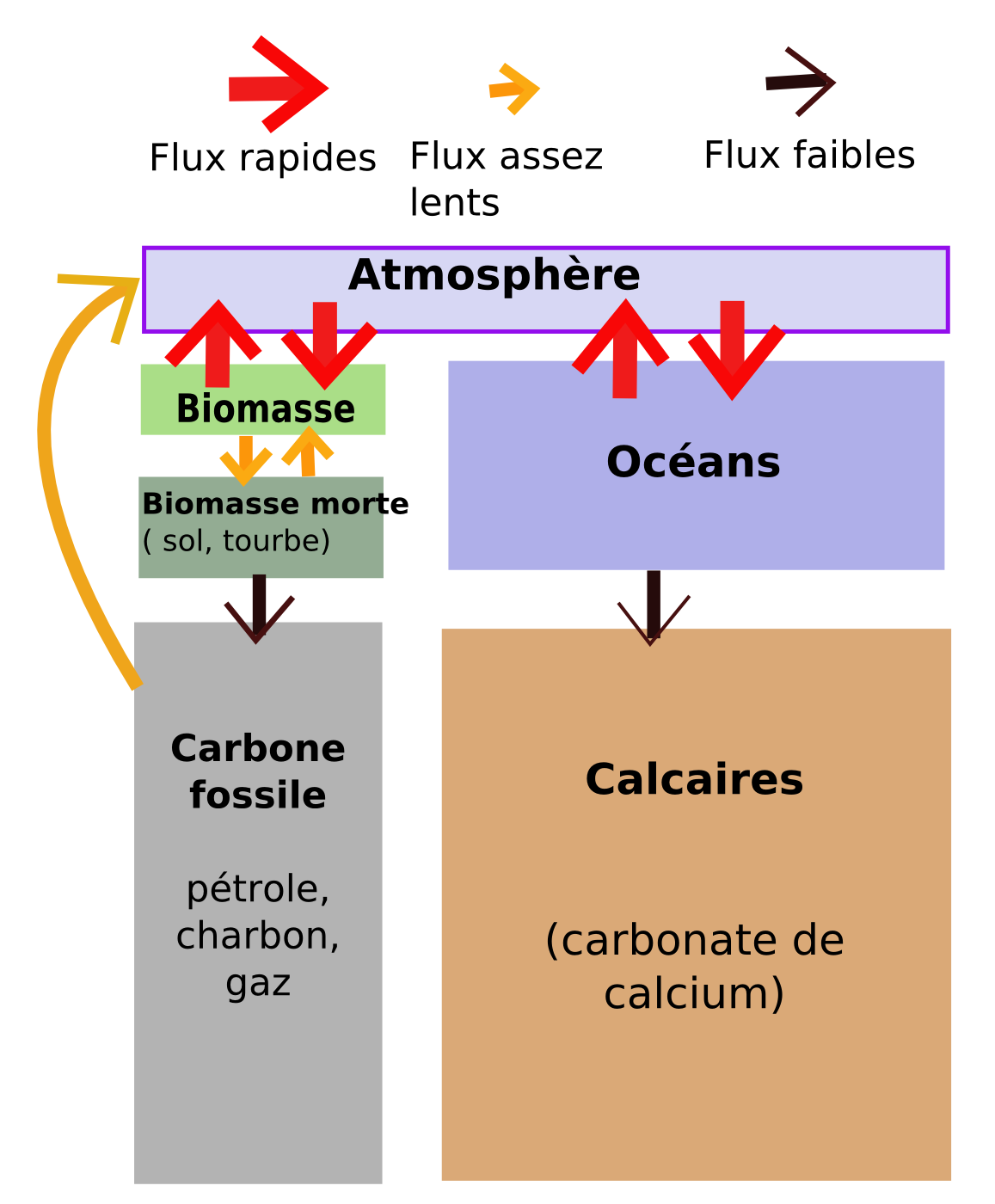
Cicle simplificat del carboni

Es creu que actualment s'ha produït en els darrers decennis un escalfament global molt acusat. Aquest és degut en gran part a l'emissió de dos gasos a l'atmosfera, els dos d'efecte hivernacle,: el diòxid de carboni (CO₂) i el metà (CH₄). El seu flux a l'atmosfera terrestre ha d'ésser quantificat per tal de comprendre, i sobretot de preveure, el paper de les activitats humanes en el canvi climàtic.
Per això cal distingir :
- Els fluxos ràpids, susceptibles de tenir conseqüències a curt termini sobre el clima (d'un decenni a uns segles) ;
- Els fluxos bastant lents a mitjà termini (uns quants segles) ;
- Els fluxos molt lents a llarg termini (diversos milions d'anys) : aquests darrers no són origen del recent canvi climàtic i no poden equilibrar el diòxid de carboni antropogènic.

## Origen volcànic del carboni
El cicle del carboni comença amb l'arribada de diòxid de carboni a la superfície de la Terra.que prové de l'interior de la terra a través de les erupcions volcàniques i així s'emet a l'atmosfera gasos com el mateix diòxid de carboni i el monòxid de carboni (CO₂ i CO). L'atmosfera primitiva de la Terra estava composta principalment per CO₂. Avui aquesta emissió de gasos continua però en un flux dèbil al voltant de 0,1 Gt/any.
La major part d'aquest CO₂ original ha estat introduït en els reservoris de la biosfera, la litosfera i els oceans.

## Els reservoris de carboni de renovació ràpida

### Bescanvis atmosfera-biosfera
Els éssers vius intercanvien 60 Gt/any de carboni amb l'atmosfera. Aquest bescanvi es fa en els dos sentits: mentre que la fermentació, la respiració, els bacteris, els animals i els vegetals desprenen CO₂, la fotosíntesi dels organismes fotosintetitzadors fixa el carboni dins la matèria orgànica o la biomassa. Aquests dos mecanismes són partícips al mateix temps del cicle del carboni i del cicle de l'oxigen. Aquest canvi està equilibrat si no es té en compte l'efecte de la desforestació.
Les fórmules químiques d'aquests intercanvis són:
- Fotosíntesi:

6 H₂O + 6 CO₂ + energia solar ⇒ C₆H₁₂O₆ + 6 O₂
aigua + diòxid de carboni + energia solar ⇒ glucosa + diòxid d'oxigen gasós
- Respiració cel·lular :

C₆H₁₂O₆ + 6 O₂ ⇒ 6 H₂0 + 6 CO₂ + energia
glucosa + diòxid d'oxigen gasós ⇒ aigua + diòxid de carboni + energia (que permet unir un grup fosfat a un ADP per formar l'ATP)
- Fermentació :

C₆H₁₂O₆ ⇒ 6 CO₂ + energia + productes de rebuig
glucosa ===⇒ diòxid de carboni + energia (que permet unir un grup fosfat a un ADP per formar l'ATP) + productes de rebuig diversos (metà, etanol etc.)
Dins un ecosistema en equilibri, la quantitat neta de diòxid d'oxigen produït pels organismes autòtrofs (fotosíntesi) és igual a la quantitat de diòxid d'oxigen consumida pels organismes heteròtrofs (respiració).
Però alguns ecosistemes no es troben pas en equilibri, com en el cas de les torberes: que emmagatzemen els residus vegetals en els sòls, la torba. Aquesta biomassa morta s'ha estimat com 1600 Gt/any de carboni, dues vegades la quantitat de carboni existent en la biomassa " viva."

### Bescanvis amb la hidrosfera
Pel fet de la gran solubilitat del diòxid de carboni en l'aigua i el gran volum dels oceans, la capacitat d'emmagatzemament de les capes superiors de la hidrosfera és enorme fins a 63 vegades la de l'atmosfera gràcies a la diversitat de les formes de carboni dels oceans: d'una banda el CO₂ es transforma en carbonat d'hidrogen (HCO₃-) i també pot passar a ió carbonat (CO₃2-).
{\displaystyle CO_{2}+H_{2}O\leftrightarrow (HCO_{3}^{-})+H^{+}\leftrightarrow CO_{3}^{2-}+2H^{+}}
El repartiment del CO₂ en la hidrosfera és aproximadament el següent :
1% com diòxid de carboni lliure (CO₂)
90% com carbonats d'hidrogen (HCO₃-)
9% com ions carbonats (CO₃2-)

## Els bescanvis lents en la litosfera

### Intercanvis biosfera-litosfera (fossilització)
La fossilització dels éssers vius requereix milions d'anys. Com que el nombre d'organismes no pot augmentar significativament, de forma brusca, aquesta transferència no canvia gaire al llarg del temps, s'estima que és menor de 0.5 Gt/any.

### Els intercanvis hidrosfera-litosfera (sedimentació)
La sedimentació en els oceans : les closques dels crustacis, dels mol·luscs o de les algues planctòniques es formen per precipitació de la calç com a carbonat de calci a partir d'elements dissolts:
{\displaystyle Ca^{2+}+2(HCO_{3}^{-})\leftrightarrow CaCO_{3}+CO_{2}+H_{2}O}
Aquesta precipitació pot ser espontània en determinades condicions fisico-químiques.
La sedimentació de les closques és l'origen de la major part de les roques calcàries. El carbonat de calci (CaCO₃) resta emmagatzemat durant milions d'anys (taxa de renovació mitjana : 330 milions d'anys, molt elevada si es compara amb la taxa de renovació del carboni atmosfèric que és de només 5 anys).

## Aportació dels meteorits
L'impacte d'un meteorit amb la Terra resulta excepcional, l'aportació de carboni no està quantificada.

## Les activitats humanes modificadores del cicle del carboni

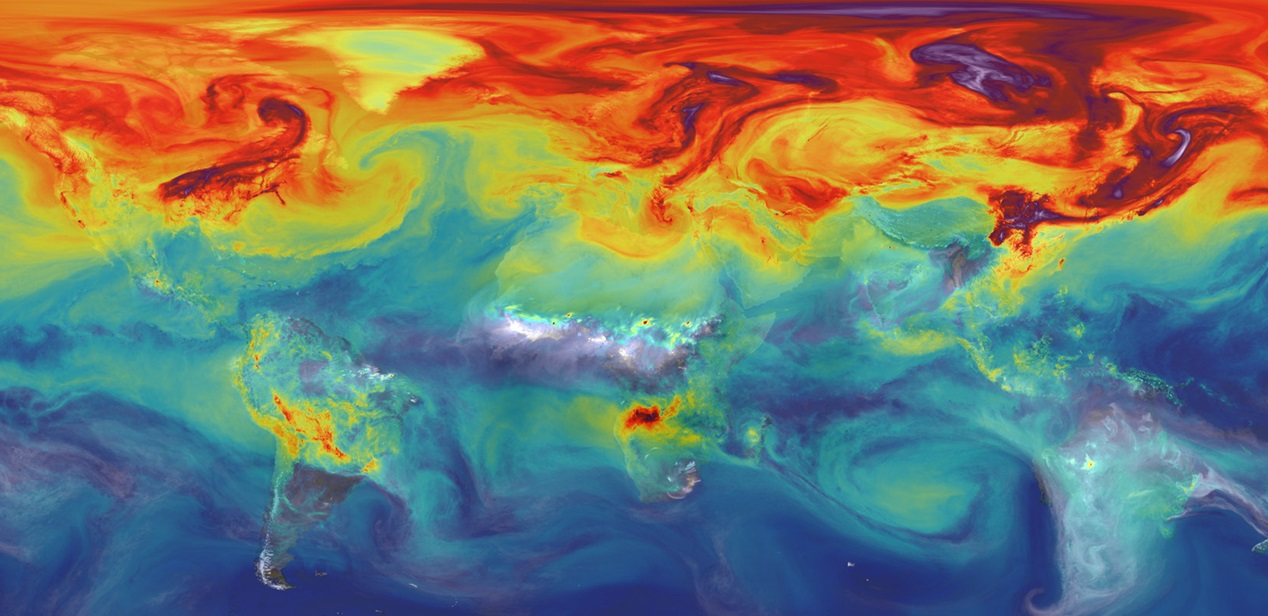
El CO_{2} a l'atmosfera de la Terra si la meitat de les emissions de gasos d'efecte hivernacle no és absorbida.
Simulació per ordinador de la NASA.

Des de la Revolució industrial, l'activitat humana ha modificat el cicle de carboni en canviar les funcions dels seus components i directament afegir carboni a l'atmosfera.
La influència humana més gran i més directa en el cicle de carboni és a través de les emissions directes provinents de combustibles fòssils, les que transfereixen carboni de la geosfera a l'atmosfera. Els humans també influeixen en el cicle de carboni indirectament en canviar la biosfera terrestre i oceànica.
Durant diversos segles, l'ús humà del sòl i el canvi de superfície ha portat a la pèrdua de biodiversitat, cosa que disminueix la resiliència dels ecosistemes a les tensions ambientals i disminueix la seva habilitat de remoure carboni de l'atmosfera. Més directament, sovint condueix a l'alliberament de carboni pels ecosistemes terrestres a l'atmosfera. La desforestació per a propòsits agrícoles remou boscos, els que emmagatzemen grans quantitats de carboni, i els reemplaça generalment amb àrees agrícoles o urbanes. Ambdós tipus de superfície de reemplaçament emmagatzemen comparativament petites quantitats de carboni, de manera que el resultat net del procés és que més carboni roman a l'atmosfera.
∈
Altres impactes al medi ambient causats per l'home canvien la productivitat dels ecosistemes i la capacitat de remoure carboni de l'atmosfera. La contaminació de l'aire, per exemple, danya les plantes i sòls, mentre moltes pràctiques agrícoles i d'ús de sòl condueixen a índexs d'erosió més alts, traient el carboni de les terres i disminuint la productivitat vegetal.
Els humans també afecten el cicle de carboni oceànic. Les tendències actuals de canvi climàtic augmenten les temperatures oceàniques, cosa que modifica els ecosistemes. A més, la pluja àcida i l'escorriment contaminat de l'agricultura i la indústria canvia la composició química dels oceans. Aquests canvis poden tenir efectes dramàtics en els ecosistemes altament sensibles com els esculls de corall, limitant la capacitat de l'oceà per absorbir carboni atmosfèric a escala regional i reduint la biodiversitat oceànica globalment.
El 12 de novembre de 2015, científics de la NASA van informar que el diòxid de carboni (CO2) antròpic continua augmentant per sobre de nivells no vists en centenars de milers d'anys: actualment, prop de la meitat del diòxid de carboni alliberat de la crema de combustibles fòssils no és absorbit per vegetació o els oceans i no és absorbit per l'atmosfera.

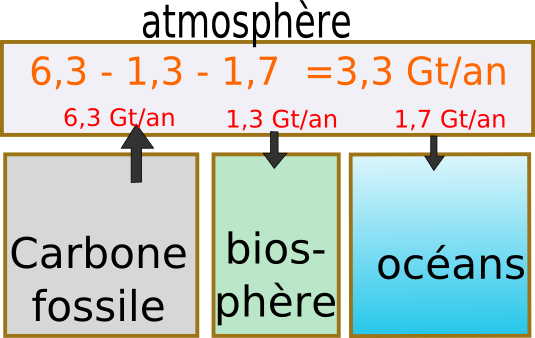
Modificació humana del cicle del carboni (1990-1999)

Al voltant de la meitat del carboni ha estat reabsorbit per la biosfera, per la fotosíntesi incrementada i en els oceans per dissolució en l'aigua. Les quantitats emeses per lactivitat humana cap a l'atmosfera són :
- 6.4 Gt/any per la dècada de 1990.[1]
- 7.2 Gt/any pel període 2000-2005.[7]
- Segons l'Acadèmia Nacional de les Ciències dels Estats Units, per a 2000-2006, 10 Gt/any de carboni han estat emeses un 37% més respecte a 1990.[8]

### Combustió

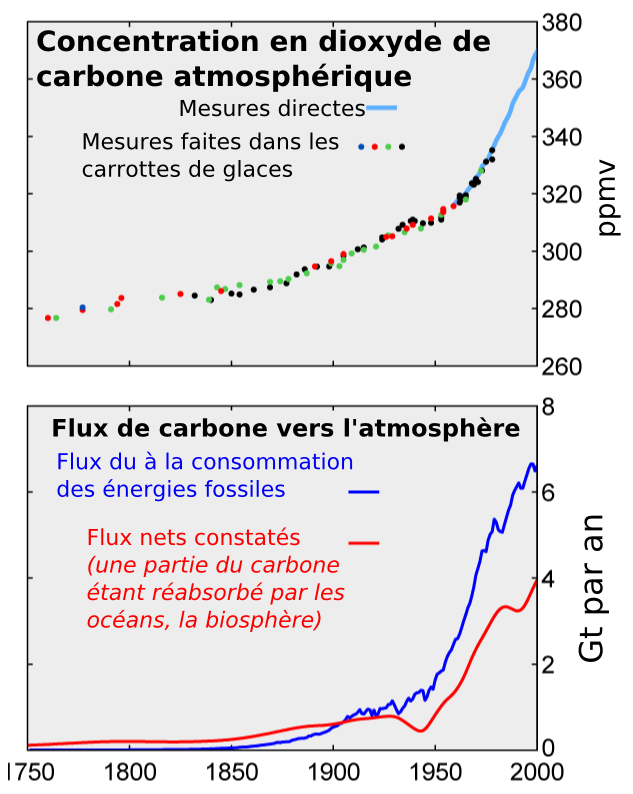
Concentracions i flux de CO2 atmosfèric

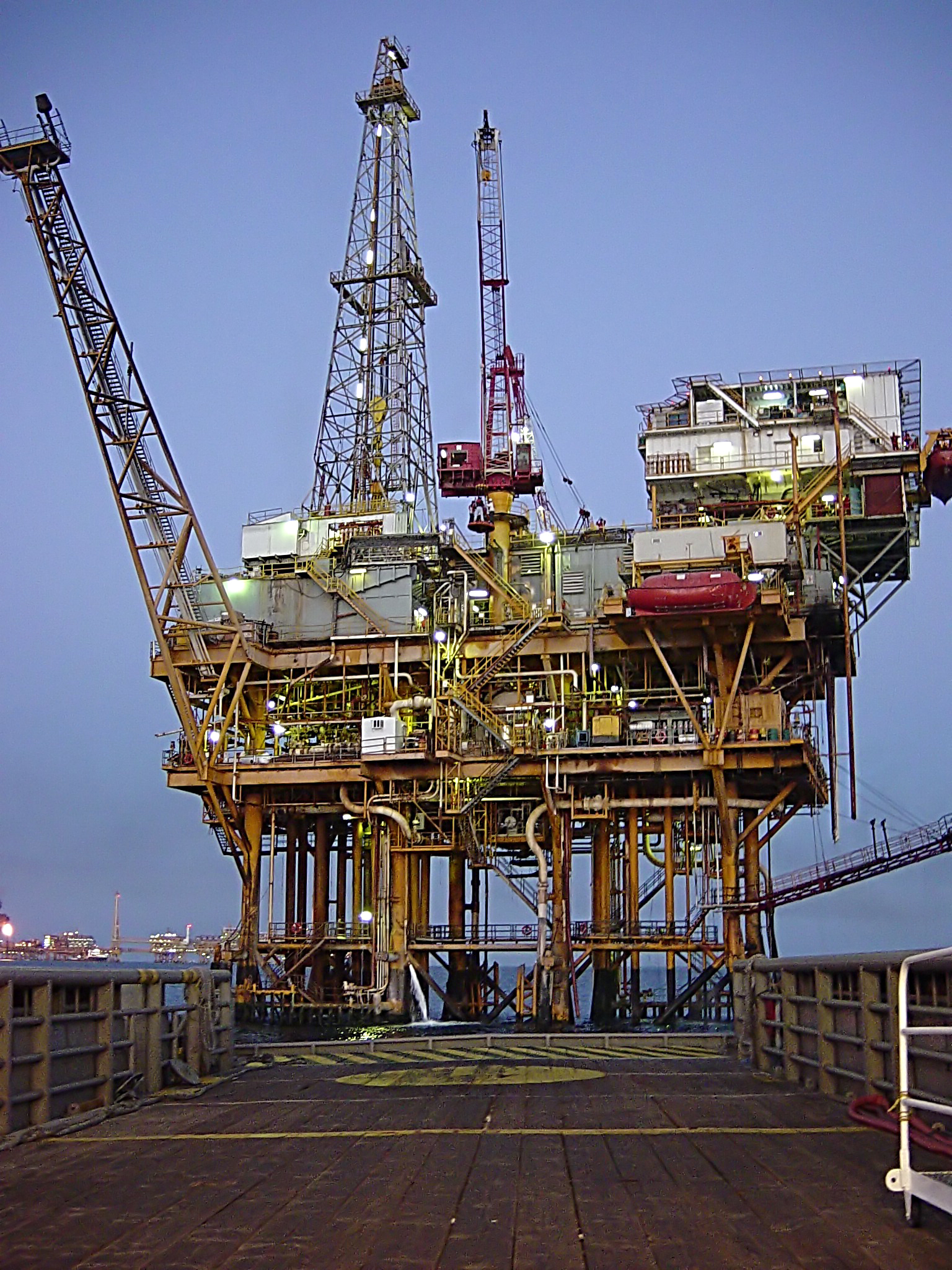
Plataforma petroliera al Golf de Mèxic.

Les intervencions més evidents de la humanitat són :
- La combustió massiva de matèria orgànica deguda a la desforestació,
- La combustió de roques carbonatades (carbó, petroli, gas) que deixen anar grans quantitats de CO2.

Aquestes emissions desequilibren els intercanvis amb altres reservoris de carboni com els intercanvis amb els oceans. El metà i el diòxid de carboni injectat a l'atmosfera accentuen l'efecte hivernacle.
El desequilibri prové del fet que els mecanismes que aporten el carboni en la litosfera són molt lents : (0.2 Gt/any) comparats amb les quantitats de carboni emesos per les activitats humanes (6 Gt/any). La solució pot ser la reducció del consum de carbó petroli i gas per part de la humanitat.

## Lectura adicional
- The Carbon Cycle, updated primer by NASA Earth Observatory, 2011
- Appenzeller, Tim «The case of the missing carbon». National Geographic Magazine, 2004. – article about the missing carbon sink
- Bolin, Bert [28 de octubre de 2002]. The global carbon cycle.  Chichester ; New York: Published on behalf of the Scientific Committee on Problems of the Environment (SCOPE) of the International Council of Scientific Unions (ICSU) by Wiley, 1979. ISBN 0-471-99710-2 [Consulta: 8 juliol 2008].
- Houghton, R. A.. «The contemporary carbon cycle». A: William H Schlesinger (editor). Biogeochemistry.  Amsterdam: Elsevier Science, 2005, p. 473–513. ISBN 0-08-044642-6.
- Janzen, H. H. «Carbon cycling in earth systems—a soil science perspective». Agriculture, Ecosystems & Environment, vol. 104, 3, 2004, pàg. 399–417. DOI: 10.1016/j.agee.2004.01.040.
- Millero, Frank J. Chemical Oceanography. 3.  CRC Press, 2005. ISBN 0-8493-2280-4.
- The Carbon Cycle and Atmospheric CO2: Natural variations Archean to Present.  American Geophysical Union, 1985 (Geophysical Monographs Series).